# Wydad Athletic Club (volley-ball)
Pour les articles homonymes, voir Wydad Athletic Club.
Le Wydad Athletic Club est un club sportif professionnel marocain omnisports fondé le 8 mai 1937, basé à Casablanca et à portée nationale et internationale. Sa section de volley-ball a été créée le 9 septembre 1941, sous l'impulsion de Mohamed Benjelloun Touimi, président-fondateur du club et membre à vie du Comité international olympique (CIO).
Considéré l'un des meilleurs clubs marocains de tous les temps, le WAC a remporté plusieurs titres dont : 19 titres de Champion du Maroc, 11 titres de Coupe du Trône, 10 titres de Supercoupe du Maroc. Sachant qu'il est le seul club marocain à avoir remporté le Championnat 10 fois consécutivement, du 1971 à 1981 et le seul club marocain qui avait remporté la Coupe du Trône 5 fois consécutivement, du 1973 à 1977.

## Histoire

### Création et début
La création du WAC fut très difficile. En effet le contexte était marqué par le protectorat français en Empire chérifien. L'origine de sa création est synonyme à celle du Mouvement national marocain, dans un cadre sportif, club omnisports, en effet car durant cette époque le port de Casablanca était entouré de plusieurs piscines et pour y accéder il fallait faire partie d'un club mais les clubs étaient tous dirigés par des colons. À partir de la saison 1935-1936, plusieurs marocains purent y profiter des piscines de la ville en s'inscrivant bien sûr dans ses clubs. Mais le nombre de marocains augmenta rapidement ce qui a inquiété les autorités françaises qui renvoient les "indigènes" des clubs. C'est après cet événement qu'est venue l'idée de créer un club cent pour cent marocain. Mais ce ne fut pas très facile car après plusieurs demandes à la Ligue du Maroc de Football Association pour la création du club, demandes qui furent chaque fois sans réponse, les benjellouns (les futurs présidents du club) décidèrent de contacter directement le président de la ligue marocaine et c'est là qu'il intervint personnellement pour autoriser la création du nouveau club indigène. Ainsi fut créé le Wydad Athletic Club le 8 mai 1937. L'origine du nom est venue lors de la toute première réunion du premier comité du club, Mohamed Massiss, membre du comité, est arrivé en retard car il regardait le dernier film arabe d'Oum Kalthoum, film intitulé : Wydad (signifiant « Amour » en langue arabe). La première section du Wydad fut celle de natation et la première équipe celle de water-polo.

## Palmarès
| Compétitions nationales |
| --- |
| - Botola Pro (19) - Champion : 1962, 1966, 1967, 1968, 1969, 1971, 1972, 1973, 1974, 1975, 1976, 1977, 1978, 1979, 1980, 1981, 1996, 1997, 1998 - Coupe du Maroc (11) - Vainqueur : 1973, 1974, 1975, 1976, 1977, 1980, 1982, 1983, 1984, 1987, 1988 - Supercoupe du Maroc (10) - Vainqueur : 1980, 1981, 1982, 1983, 1984, 1987, 1988, 1996, 1997, 1998 - Botola D1 (1) - Champion : 1941 - Ligue du Chaouia (6) - Champion : 1941, 1942, 1943, 1944, 1945, 1946 - Coupe du Chaouia (3) - Vainqueur : 1941, 1944, 1946 |